# Апостольская пенитенциария
Апостольская пенитенциария (лат. Sacra Paenitentiaria), более формально Верховный Трибунал Апостольской Пенитенциарии — один из трёх трибуналов Римской курии. Апостольская пенитенциария решает вопросы, связанные с внутренней подсудностью и располагает не судебной, а административной властью. Апостольскую пенитенциарию возглавляет великий пенитенциарий, который, как правило, должен носить звание кардинала.
Основные вопросы, находящиеся в юрисдикции апостольской пенитенциарии:
- Снятие отлучения от церкви Latae sententiae, оставляемых за Святым Престолом;
- Диспенсация (разрешение, представляемое Святым Престолом в исключительных случаях на определённый срок) сакраментальных препятствий, оставляемых за Святым Престолом;
- Издание и управление индульгенциями.

Глава апостольской пенитенциарии — великий пенитенциарий, является одним из немногих ватиканских должностных лиц, который сохраняет свой пост в период Sede Vacante. Если великий пенитенциарий является кардиналом-выборщиком, он один из только трех лиц на Конклаве, которым позволено, сообщаться с внешней стороной Конклава, так, чтобы он мог продолжить выполнять свои обязанности. Великий пенитенциарий — титулярный архиепископ, а обычно кардинал. Нынешний великий пенитенциарий — кардинал Анджело Де Донатис.